# Hesperantha fibrosa
Hesperantha fibrosa är en irisväxtart som beskrevs av John Gilbert Baker. Hesperantha fibrosa ingår i släktet Hesperantha och familjen irisväxter. Inga underarter finns listade i Catalogue of Life.